# Улица Монтажников (Салават)
Улица Монтажников (башк. Монтажлаусы урамы) — улица расположена в старой части города.

## История
Застройка улицы началась в 1949 году. Улица застроена частными 1-2 этажными домами.
В конце улицы расположены здания автоколонны, гостиница "Юрматы", спортивно-оздоровительный комплекс предприятия. 
Ранее на этом месте стояла в поле цистерна с керосином. Керосин продавали салаватцам для использования в керосиновых лампах. Позже на этом месте заложли дома. Фундамент стоял много лет, пока на нем не построили рынок. Рынок (барахолка) просуществовал несколько лет.
Позже на месте рынка поставили вагочики для проживания строителей Салавата. К вагончикам были проведены отопление и вода. Вагончики простояли около 4 лет, пока всех не обеспечили жильем в Салавате.

## Трасса
Улица Монтажников начинается от улицы Пархоменко и заканчивается на улице Северная, пересекает улицы Горького, Б. Хмельницкого, Строителей.

## Транспорт
По улице Монтажников ходит автобус и маршрутка № 1. Движение транспорта двухстороннее. Дорога является объездной для транспорта.